# Winter (canción de The Rolling Stones)
«Winter» —en español: «Invierno»— es una canción de la banda inglesa de rock The Rolling Stones en su álbum Goats Head Soup, editado en 1973.

## Historia
La canción presenta muchas similitudes con «Moonlight Mile» de su álbum Sticky Fingers. Acreditada al cantante Mick Jagger y al guitarrista Keith Richards, «Winter» es probablemente trabajo de Jagger y el guitarrista principal de Stones en ese momento, Mick Taylor. Fue la primera canción grabada para el álbum y no cuenta con la participación de Richards. A pesar de su considerable contribución a la canción, Taylor nunca recibió crédito oficial de Jagger o Richards.
Sobre la canción, Bill Janovitz dice en su reseña, "Estaban en la soleada Jamaica, y los Stones estaban escribiendo y grabando un cuadro totalmente convincente y evocador de un invierno del Hemisferio Norte. Tal vez estaban tan felices de escapar de la temporada que sentían que comenzar las sesiones con «Winter» podría hacer que salieran del viejo al nuevo clima. Aunque lamentan muchos de los aspectos negativos de la temporada [en las] letras ... «Winter» parece celebrar simultáneamente la temporada invernal como algo Intrínsecamente hermoso, con otras evocaciones de escenas de vacaciones y querer envolver un abrigo y mantener a un amante caliente."
La grabación comenzó en los estudios Dynamic Sound de Kingston en noviembre y continuó hasta diciembre de 1972. Jagger abre la canción con guitarra rítmica y es acompañado por arreglos de estilo country de Taylor. Taylor también toca la guitarra slide. Nicky Hopkins aporta el piano que acompaña la canción, mientras Bill Wyman y Charlie Watts tocan el bajo y la batería, respectivamente. Los arreglos de cuerdas fueron realizados por Nicky Harrison.
«Winter» nunca ha sido interpretada en vivo ni incluida en ningún álbum recopilatorio posterior de la banda.
Esta canción fue presentada en el final de la serie Cold Case de la CBS. En 2004, el actor británico Bill Nighy eligió a «Winter» como su canción favorita en el programa de radio de la BBC Desert Island Discs.

## Personal
Acreditados:
- Mick Jagger: voz, guitarra eléctrica.
- Mick Taylor: guitarra slide, guitarra eléctrica.
- Bill Wyman: bajo.
- Charlie Watts: batería.
- Nicky Hopkins: piano.
- Nicky Harrison: arreglo de cuerdas.